# Xã Morgan, Quận Lawrence, Arkansas
Xã Morgan (tiếng Anh: Morgan Township) là một xã thuộc quận Lawrence, tiểu bang Arkansas, Hoa Kỳ. Năm 2010, dân số của xã này là 562 người.